# Водопад
Водопадът е природно образувание в корито или воден път, което свързва две нива на различна височина, при което водата при своето придвижване от по-високото към по-ниското пада свободно. Поради голямата кинетична енергия при падането, дъното на водопада е издълбано и дълбоко и носи названието еворзионен котел, а долното течение е с по-слаба скорост от горното. Водопадите са образувание, което представлява своеобразна природна красота и туристическа забележителност. Най-високият водопад се намира във Венецуела – Анхел, а най-големият е водопадът Игуасу на границата между Бразилия и Аржентина. Други известни водопади са Ниагарски водопад, водопадите Виктория. В България най-високият постоянен водопад е Райско пръскало край Калофер (124,5 m), а най-високият непостоянно течащ е Врачанска скакля край Враца (141 m). Други известни водопади са Боров камък, Крушунски водопад, Етрополски водопад, Боянски водопад, Костенски водопад, Бачковски водопад, Карловско пръскало, Овчарченски водопади край с. Овчарци, Фотински водопади в Родопите край с. Фотиново.

## Видове
Водопадите се разделят на няколко групи: според начина си на образуване, броя на водните стъпала и според броя на водните струи.

### Според начина на образуване
- тектонски водопади
- скалноопределени водопади
- карстови водопади
- постледникови водопади

### Според броя на водните стъпала
- едностъпални
- двустъпални
- каскади

### Според броя на водните струи
- едноструйни
- двуструйни
- завеси

- Боянският водопад
- Водопад Горица – последните два от Овчаренските водопади
- Антоновски водопад